# Xã New Market, Quận Highland, Ohio
Xã New Market (tiếng Anh: New Market Township) là một xã thuộc quận Highland, tiểu bang Ohio, Hoa Kỳ. Năm 2010, dân số của xã này là 1.888 người.